# Ooencyrtus afer
Ooencyrtus afer är en stekelart som beskrevs av Prinsloo 1987. Ooencyrtus afer ingår i släktet Ooencyrtus och familjen sköldlussteklar.
Artens utbredningsområde är Nigeria. Inga underarter finns listade i Catalogue of Life.